# جورجي كالومي
جورجي كالومي (3 ديسمبر 1920 - 26 أكتوبر 2010) كان سياسيًا برازيليًا.
ولد جورجي كالومي في 3 ديسمبر 1920 في مدينة بيليم الواقعة في منطقة الأمازون البرازيلية. تولى منصب حاكم أكري من عام 1966 إلى عام 1971، إبان الحكم العسكري. شغل منصب عضو مجلس الشيوخ عن أكري 1979-1987.
توفي بسبب سرطان الأمعاء في برازيليا في 26 أكتوبر 2010.